# Georg Wimpf
Carl Georg Wimpf (* 15. Februar 1810 in Weilburg; † 1866) war ein deutscher Unternehmer und Mitglied des Nassauischen Landtags.

## Leben
In den Jahren von 1824 bis 1829 besuchte Georg Wimpf das Gymnasium Philippinum Weilburg und übernahm nach dem Tode seines Vaters im Jahre 1839 gemeinsam mit seinem Bruder Friedrich (1806–1867) die Weilburger Papiermühle an der Guntersau. Die Gebrüder waren dort bis 1853 auch Inhaber einer Steingutfabrik.
1848 wurde er als überzeugter Republikaner ein führendes Mitglied im Sicherheitsausschuss von Weilburg und später auch Oberkommandierender der dortigen Volkswehr oder Nationalgarde.
In den Jahren von 1864 bis 1866 hatte er als Mitglied der Nassauischen Fortschrittspartei ein Mandat in der Ersten Kammer des Nassauischen Landtags, gewählt aus der Gruppe der Gewerbetreibenden.
Nach der Annexion des Herzogtums Nassau durch Preußen im Jahre 1866 wurde der Landtag aufgelöst und durch den Provinziallandtag der Provinz Hessen-Nassau ersetzt.

## Familie
Er war ein Sohn des Fabrikbesitzers und Regierungsadvokaten Wilhelm Jacob Wimpf (* 25. November 1767 in Weilburg; † 11. April 1839) und der Catharina Sibylle Schneer (1771–1844).